# Kurt Ruthofer
Kurt Ruthofer (* 16. September 1943 in Wolfsberg) ist ein ehemaliger österreichischer Politiker (FPÖ) und Gewerbetreibender. Ruthofer war von 1994 bis 1997 Abgeordneter zum Österreichischen Nationalrat.
Ruthofer besuchte zwischen 1949 und 1957 die Volks- und Hauptschule und im Anschluss das Stiftsgymnasium St. Paul, an dem er 1962 maturierte. Ruthofer leistete im Anschluss 1962 seinen Präsenzdienst ab und studierte von 1963 bis 1970 an der Hochschule für Welthandel. Er schloss sein Studium mit dem akademischen Grad Dipl.-Kfm. ab. Ruthofer war von 1970 bis 1975 Lehrer an einer Berufsbildenden höheren Schule und übernahm 1975 die elterliche Baumschule, deren Inhaber er seit 1975 ist. 
Ruthofer war von 1991 bis 1994 Stadtrat von Wolfsberg sowie erneut ab 1997 Finanzstadtrat. Dazwischen war er Gemeinderat. Ruthofer kandidierte bei der Bürgermeisterwahl 1997, erzielte jedoch nur rund 10 Prozent der Stimmen. 1991 wurde er zum Bezirksparteiobmann der FPÖ Wolfsberg gewählt und vertrat die FPÖ vom 7. November 1994 bis zum 19. März 1997 im Nationalrat. Nachdem Ruthofer bei der Gemeinderatswahl 2004 keinen vorderen Listenplatz mehr erreichen konnte, schied er aus der Politik aus.